# ألدان
ألدان (الروسية: Алдан) هي إحدى مدن روسيا في الكيان الفدرالي الروسي ياقوتيا.

## المناخ
يظهر الجدول التالي التغييرات المناخية على مدار السنة لألدان:
| البيانات المناخية لـألدان         | البيانات المناخية لـألدان | البيانات المناخية لـألدان | البيانات المناخية لـألدان | البيانات المناخية لـألدان | البيانات المناخية لـألدان | البيانات المناخية لـألدان | البيانات المناخية لـألدان | البيانات المناخية لـألدان | البيانات المناخية لـألدان | البيانات المناخية لـألدان | البيانات المناخية لـألدان | البيانات المناخية لـألدان | البيانات المناخية لـألدان |
| الشهر                             | يناير                     | فبراير                    | مارس                      | أبريل                     | مايو                      | يونيو                     | يوليو                     | أغسطس                     | سبتمبر                    | أكتوبر                    | نوفمبر                    | ديسمبر                    | المعدل السنوي             |
| --------------------------------- | ------------------------- | ------------------------- | ------------------------- | ------------------------- | ------------------------- | ------------------------- | ------------------------- | ------------------------- | ------------------------- | ------------------------- | ------------------------- | ------------------------- | ------------------------- |
| الدرجة القصوى °م (°ف)             | −2.5 (27.5)               | −1 (30)                   | 9.1 (48.4)                | 18.8 (65.8)               | 27.8 (82.0)               | 34.3 (93.7)               | 34.4 (93.9)               | 35.2 (95.4)               | 25.8 (78.4)               | 15.8 (60.4)               | 6.1 (43.0)                | −0.6 (30.9)               | 35.2 (95.4)               |
| متوسط درجة الحرارة الكبرى °م (°ف) | −21.9 (−7.4)              | −18.1 (−0.6)              | −9.3 (15.3)               | 1.0 (33.8)                | 10.6 (51.1)               | 20.3 (68.5)               | 22.6 (72.7)               | 19.2 (66.6)               | 9.8 (49.6)                | −2.4 (27.7)               | −14.6 (5.7)               | −21.2 (−6.2)              | −0.3 (31.5)               |
| المتوسط اليومي °م (°ف)            | −26.3 (−15.3)             | −23.3 (−9.9)              | −15.2 (4.6)               | −4.2 (24.4)               | 5.1 (41.2)                | 13.9 (57.0)               | 16.6 (61.9)               | 13.4 (56.1)               | 4.9 (40.8)                | −6.4 (20.5)               | −18.8 (−1.8)              | −25.3 (−13.5)             | −5.5 (22.1)               |
| متوسط درجة الحرارة الصغرى °م (°ف) | −30.6 (−23.1)             | −28.3 (−18.9)             | −21.3 (−6.3)              | −9.6 (14.7)               | 0.0 (32.0)                | 7.5 (45.5)                | 10.9 (51.6)               | 8.1 (46.6)                | 0.8 (33.4)                | −10.4 (13.3)              | −23.1 (−9.6)              | −29.5 (−21.1)             | −10.5 (13.1)              |
| أدنى درجة حرارة °م (°ف)           | −48.7 (−55.7)             | −46.3 (−51.3)             | −42 (−44)                 | −31.7 (−25.1)             | −16 (3)                   | −5.9 (21.4)               | −0.8 (30.6)               | −4.4 (24.1)               | −16.1 (3.0)               | −30.3 (−22.5)             | −44.9 (−48.8)             | −48.3 (−54.9)             | −48.7 (−55.7)             |
| الهطول مم (إنش)                   | 27 (1.1)                  | 24 (0.9)                  | 29 (1.1)                  | 36 (1.4)                  | 71 (2.8)                  | 82 (3.2)                  | 108 (4.3)                 | 105 (4.1)                 | 94 (3.7)                  | 68 (2.7)                  | 42 (1.7)                  | 32 (1.3)                  | 718 (28.3)                |
| متوسط الأيام الممطرة              | 0                         | 0                         | 0.1                       | 4                         | 16                        | 19                        | 19                        | 18                        | 18                        | 4                         | 0                         | 0                         | 98                        |
| متوسط الأيام المثلجة              | 27                        | 26                        | 23                        | 19                        | 13                        | 1                         | 0.03                      | 0.3                       | 10                        | 26                        | 27                        | 28                        | 200                       |
| متوسط الرطوبة النسبية (%)         | 78                        | 76                        | 70                        | 62                        | 61                        | 63                        | 71                        | 75                        | 76                        | 77                        | 78                        | 78                        | 72                        |
| ساعات سطوع الشمس الشهرية          | 66                        | 119                       | 192                       | 210                       | 249                       | 262                       | 276                       | 227                       | 144                       | 93                        | 73                        | 41                        | 1٬952                     |
| المصدر #1: Pogoda.ru.net          |                           |                           |                           |                           |                           |                           |                           |                           |                           |                           |                           |                           |                           |
| المصدر #2: NOAA (sun, 1961–1990)  |                           |                           |                           |                           |                           |                           |                           |                           |                           |                           |                           |                           |                           |